# 樂安排海水化淡廠
樂安排海水化淡廠（英語：Lok On Pai Desalting Plant），又稱小欖海水化淡廠，位於香港屯門區樂安排，是香港昔日的一座海水化淡廠，亦曾經是全世界規模最大的海水化淡廠。

## 簡介
樂安排海水化淡廠建於青山公路小欖段的旁邊，佔地達15英畝，臨海而建。選址樂安排主要有三個原因。首先，樂安排一帶較接近珠江口，海水鹽份較低，易於進行蒸餾過程。此外，樂安排鄰近大欖涌水塘，化淡後的食水可直接輸往水塘儲存。加上樂安排遠離市區，並不會影響民居。
整個海水化淡廠計劃耗資4.6億港元興建。廠房共有6部蒸汽鍋爐機組，使用燃燒石油作為海水加熱蒸餾技術，每日最多可生產6千萬加侖淡水，即2億2700萬公升。而兩支高達123公尺的巨型煙囪，是當時香港最高的煙囪，亦成為了象徵該廠的標記。

## 歷史
1963年，香港發生嚴重旱災，港英政府在6月需要實施每4天只供水4小時的措施，居民生活大受影響。為避免再發生嚴重缺水，港英政府進行多項水利工程，包括繼續興建船灣淡水湖及下城門水塘，普及海水沖廁，又曾經計劃於當時興建中的荔枝角焚化爐附設全港首座海水化淡廠進行試驗。1964年香港政府與廣東省政府達成採購淡水的協議，從1965年起經深圳水庫從東江購入每日6200萬加侖的淡水。然而中华人民共和国在1966年發生文化大革命，1967年受到中國政府中央文化革命小組支持的左派暴徒在香港發起六七暴動，聲援香港左派動亂的中國北京紅衛兵焚毀英國駐華代辦處，兩國關係急劇惡化，香港在1967年1月至7月又因降雨不足發生旱情，但在文革風潮下廣東省政府拒絕港府購買東江水應付旱災，港九市區一度需要實施隔日限時供水，旱情至同年8月因先後有兩個颱風吹襲香港並帶來大量降雨得以結束，在1967年7月演變為連串炸彈恐怖襲擊的六七暴動，也在香港政府及市民合力下於同年12月被平息，但港府在1967年向中方購買淡水被拒的經驗充分顯示香港不能過於依賴向中國購買淡水，爲提高香港供水的保障，香港政府除了修築萬宜水庫，也落實建造海水化淡廠。香港政府於1972年7月31日宣布在小欖樂安排興建海水化淡廠的計劃，並成立了一個中央招標委員會負責招標承建。同時，政府亦徵用廠址所在的小欖村用地，所有村民獲安置於鄰近另一幅用地，並重建為「小欖新村」。
香港政府啟動海水化淡廠建造計劃後進行招標，分別有來自英國、法國、美國、意大利及日本的5個國家，合共7個財團參與投標，港府在同年8月宣布由一間來自日本大阪的株式會社笹倉機械製作所以3.37億港元投得合約，原因是其入標價最低。因為香港政府在1970年代大興土木，包括萬宜水庫、香港地鐵及屯門公路等大型基建，又進行十年建屋計劃及發展香港新市鎮，由於沒有足夠資金興建海水化淡廠，港府於是向亞洲發展銀行借貸1.2億港元，還款期15年。興建工程由賓尼（香港）公司（Binnie & Partners）出任顧問，金門建築承建。海水化淡設備由日本的笹倉機械提供。
海水化淡廠於1975年10月15日落成，由時任港督麥理浩揭幕，廠內的機組亦開始投產。1977年，香港因降雨量不足實行二級制水，為增加食水供應量，廠內四組鍋爐同時投入運作。1977年9月全部六組鍋爐投產，每日生產18萬立方米淡水，聘用200名人員。水塘存水量回升後，廠房一度停產。
1981年因降雨及東江水供應不足，香港需要實施一級制水，其後升為二級制水，期間該廠一度重啟，協助緩解旱情。因為廠內的鍋爐依靠燃燒石油蒸發海水，可是在1973年及1979年發生石油危機，原油價格由每桶2美元升至10多美元，海水化淡成本飆升多倍，又因需要日本工程師來港負責營運及維修設備，操作成本難以下降，另一方面中國在文化大革命在1976年結束後進行改革開放，香港政府與中國政府關係改善，可以大幅增加購買廣東省的淡水，港府決定在1982年關閉海水化淡廠。
廠房的土地於1991年以3000萬港元批出租用合約，廠房的兩支煙囪於1992年以爆破拆卸。至於廠房的主體，現時仍未被拆卸，部分位置曾用作跳蚤市場及電影片場，但前者已於2021年8月於火災中焚燬
，隨後被政府收回，後者亦早已停用；而用作接收及儲存燃油的設施，則由一所塑膠廠租用，以接收及暫存苯乙烯等原材料。

## 未來發展

### 新海水化淡廠
2004年起，水務署再開始了海水化淡的研究，於屯門及小西灣試驗逆滲透濾膜技術過濾海水成為淡水的可行性。位於屯門海水抽水站的海水化淡試驗廠日產水量為240立方米。
《2011-12年施政報告》提到當局已在將軍澳預留約10公頃用地興建一所中型海水化淡廠。有政客對此表示保留，認為海水化淡成本很高，不可輕言啟動海水化淡工程，亦有學者表示海水化淡技術不斷進步，成本持續下降，反而東江水源始終有限，香港需要及早為極端天氣籌謀。2013年2月27日，財政司司長曾俊華在《2013-14年預算案》中，提及由於中國淡水資源有限，廣東省同時有多個城市需要東江提供淡水，在全球氣候變化下，不能保證東江可持續為廣東省的城市提供足夠淡水，因此政府準備在將軍澳興建海水化淡廠，希望透過海水化淡獲得另一淡水來源，減低香港對東江水源的依賴。
政府於2019年批准興建將軍澳海水化淡廠，第一期工程於2023年12月22日竣工，日均食水產量達13.5萬立方米，佔香港食水用量約5%。

### 樂安排原址用地
原址土地於1994年獲改劃為「綜合發展區」，長遠將用作發展私人住宅。其後，政府曾擬於2011/12財政年度推出廠址用地，但至今仍未成事，且廠房大多數位置仍然空置。
2023年1月尾，政府建議於化淡廠周邊用地興建名為「簡約公屋」之臨時房屋區，以安置劏房住戶。

## 圖片集

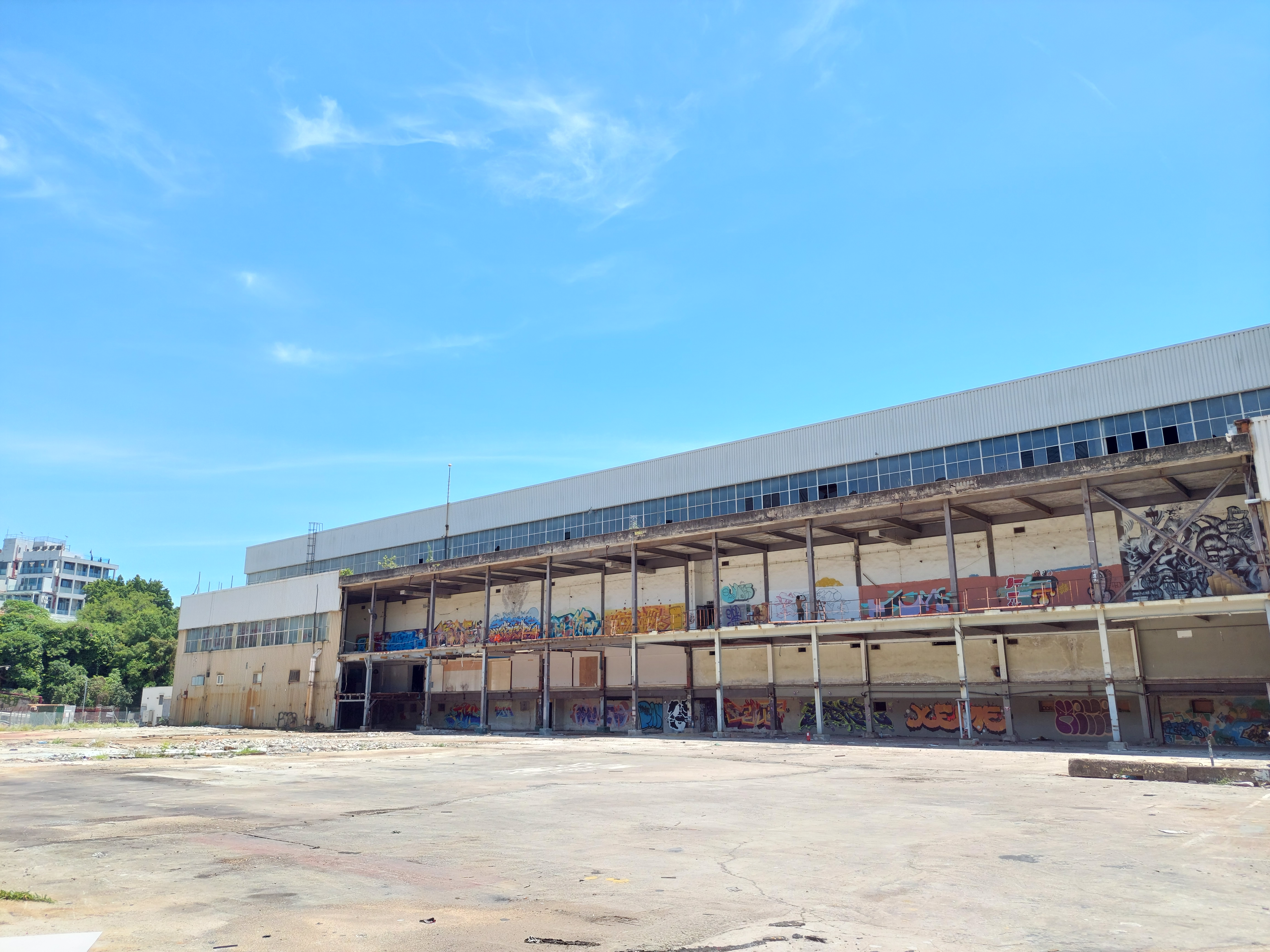
廠房主體
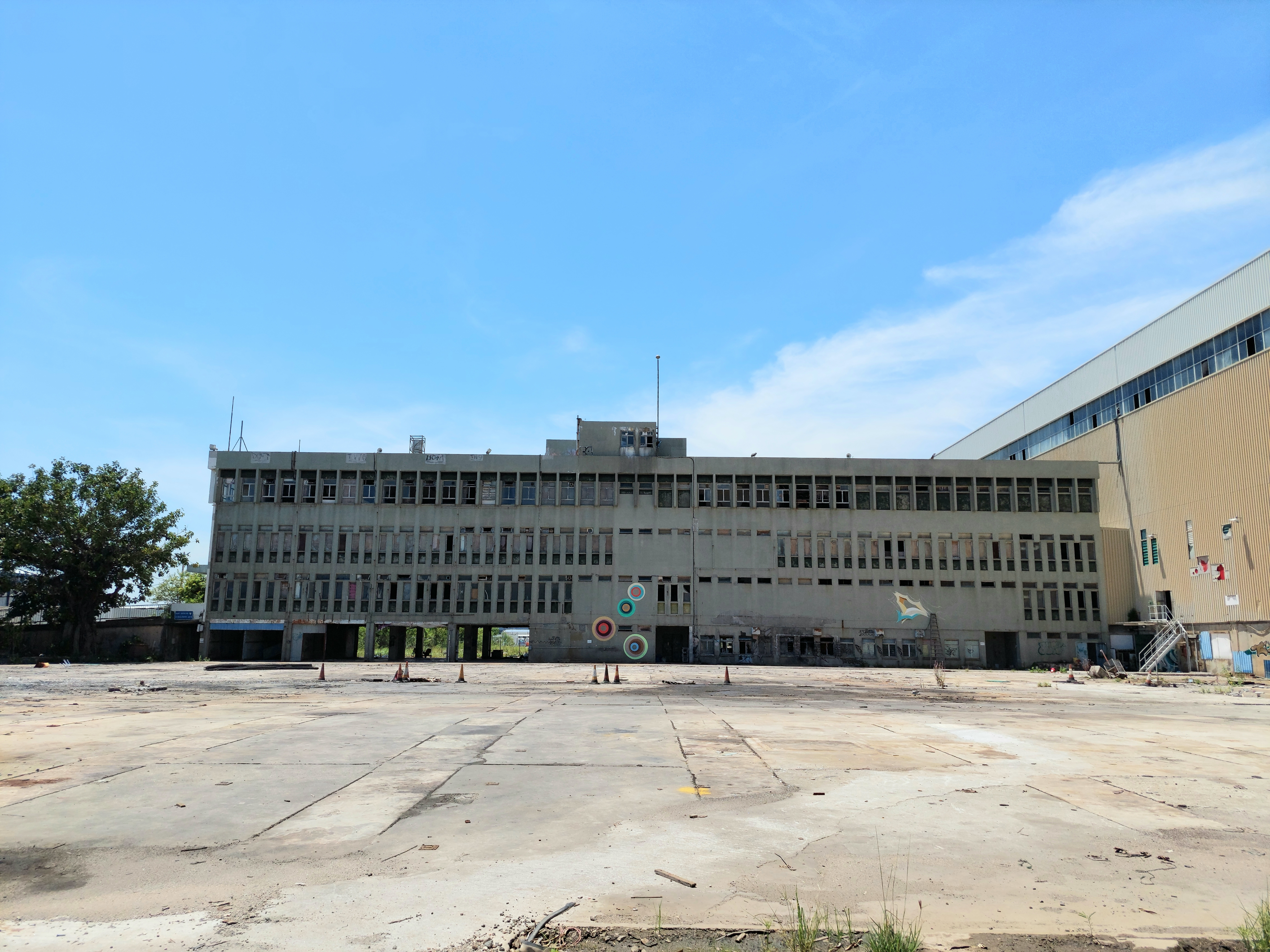
行政大樓；前方空地曾為跳蚤市場，於2021年8月焚燬
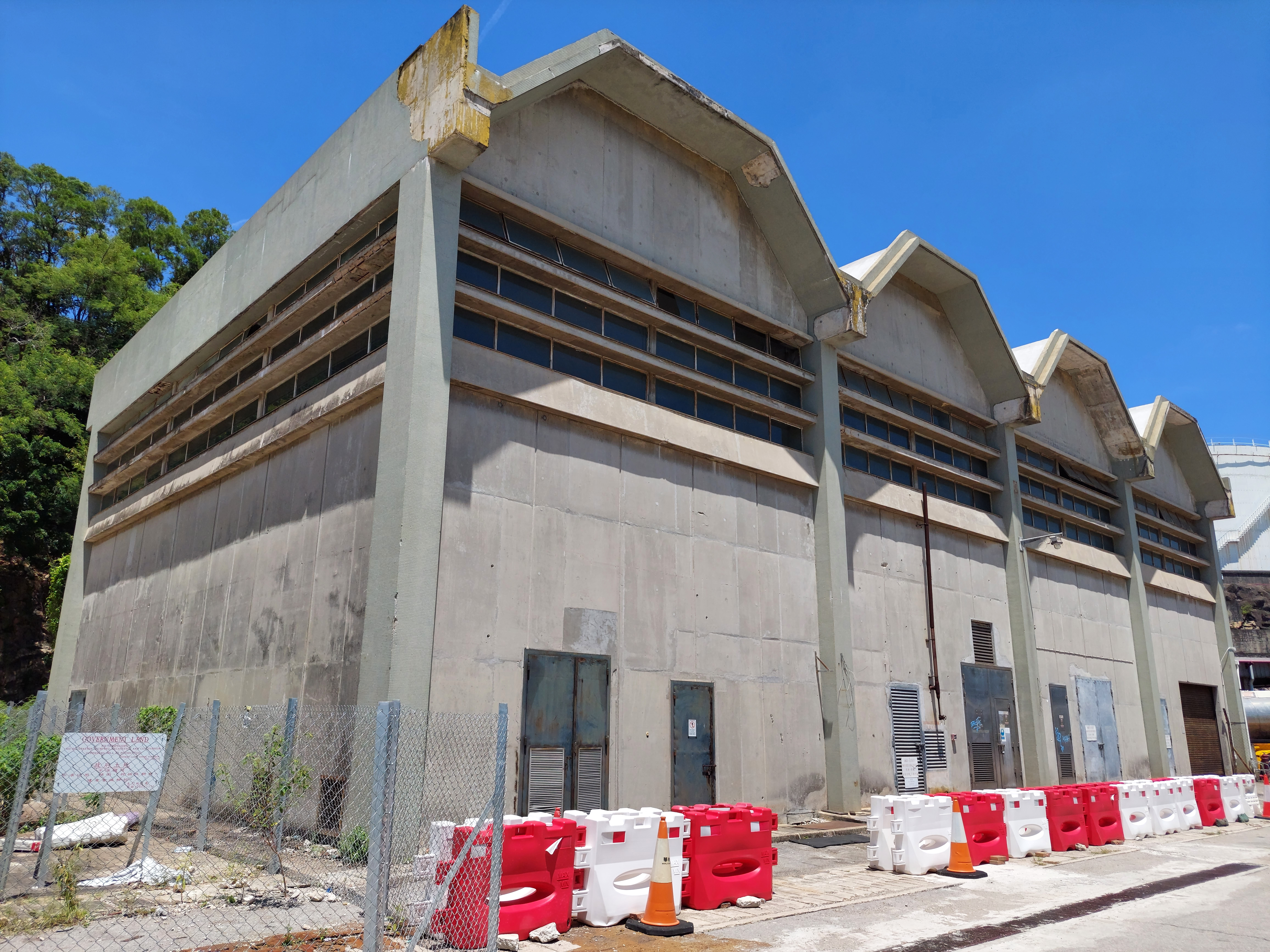
電力站
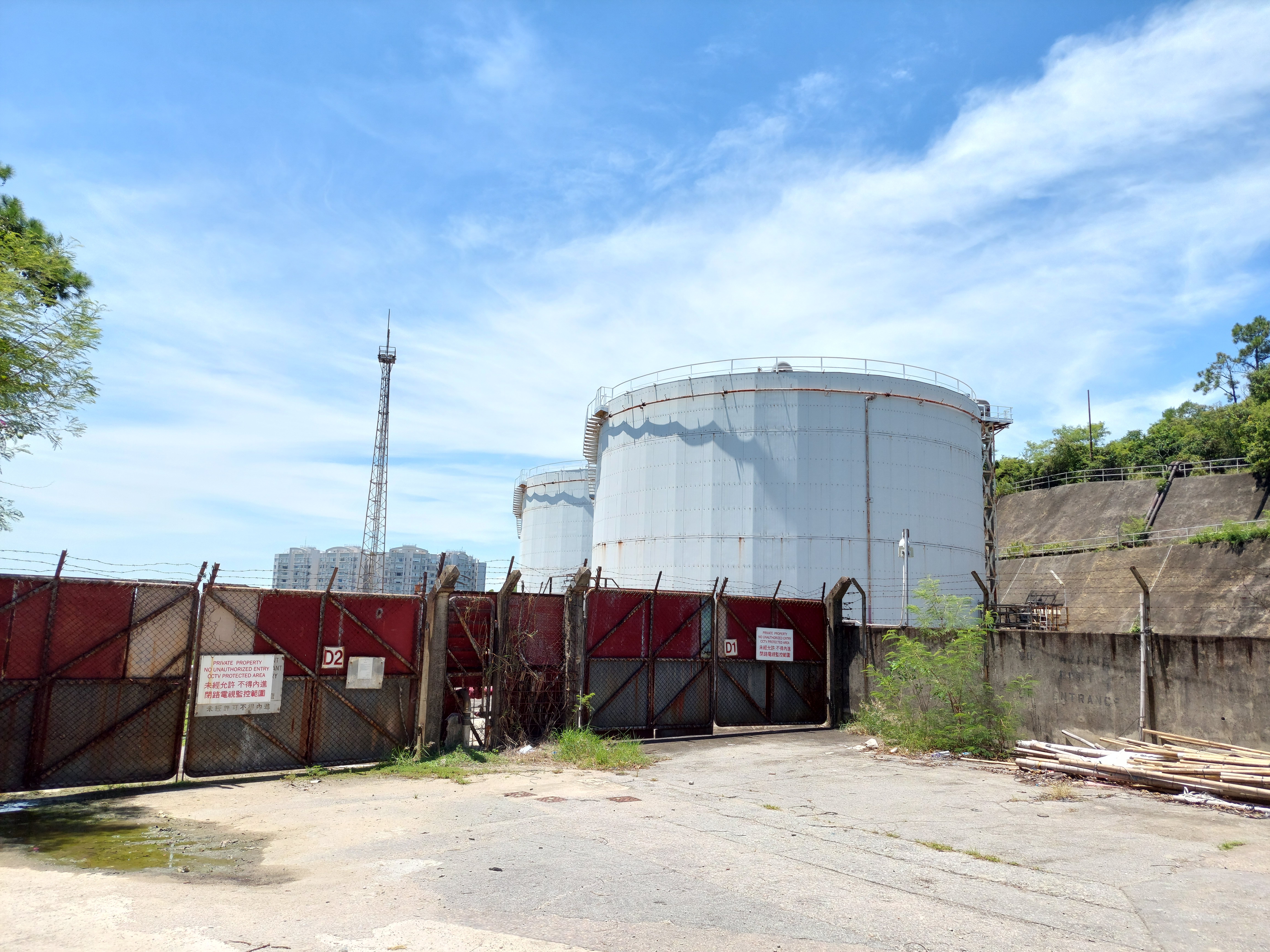
舊燃料庫，現改作儲存苯乙烯